# Cecilia Jarlskog
Cecilia Jarlskog, född 1941, är en svensk fysiker. Hon är professor emerita i matematisk fysik vid Lunds tekniska högskola. 
Cecilia Jarlskog disputerade vid Lunds Universitet 1970 med doktorsavhandlingen Leptonic weak interactions and effects of the electromagnetic interactions on decay processes
. Hennes forskning har fokuserat på området teoretisk partikelfysik i allmänhet och den svaga kärnkraften i synnerhet. Hon har bland annat varit med och formulerat Georgi-Jarlskogs-massrelation, vilket är massrelationen mellan elektroner och andra elementarpartiklar.

## Utmärkelser
- H.M. Konungens medalj i guld av 8:e storleken i Serafimerordens band (2019) för framstående forskningsinsatser inom teoretisk fysik, särskilt partikelfysik.[4]
- Ledamot av Kungliga Vetenskapsakademien (1984).[5]